# František Alois Skuherský

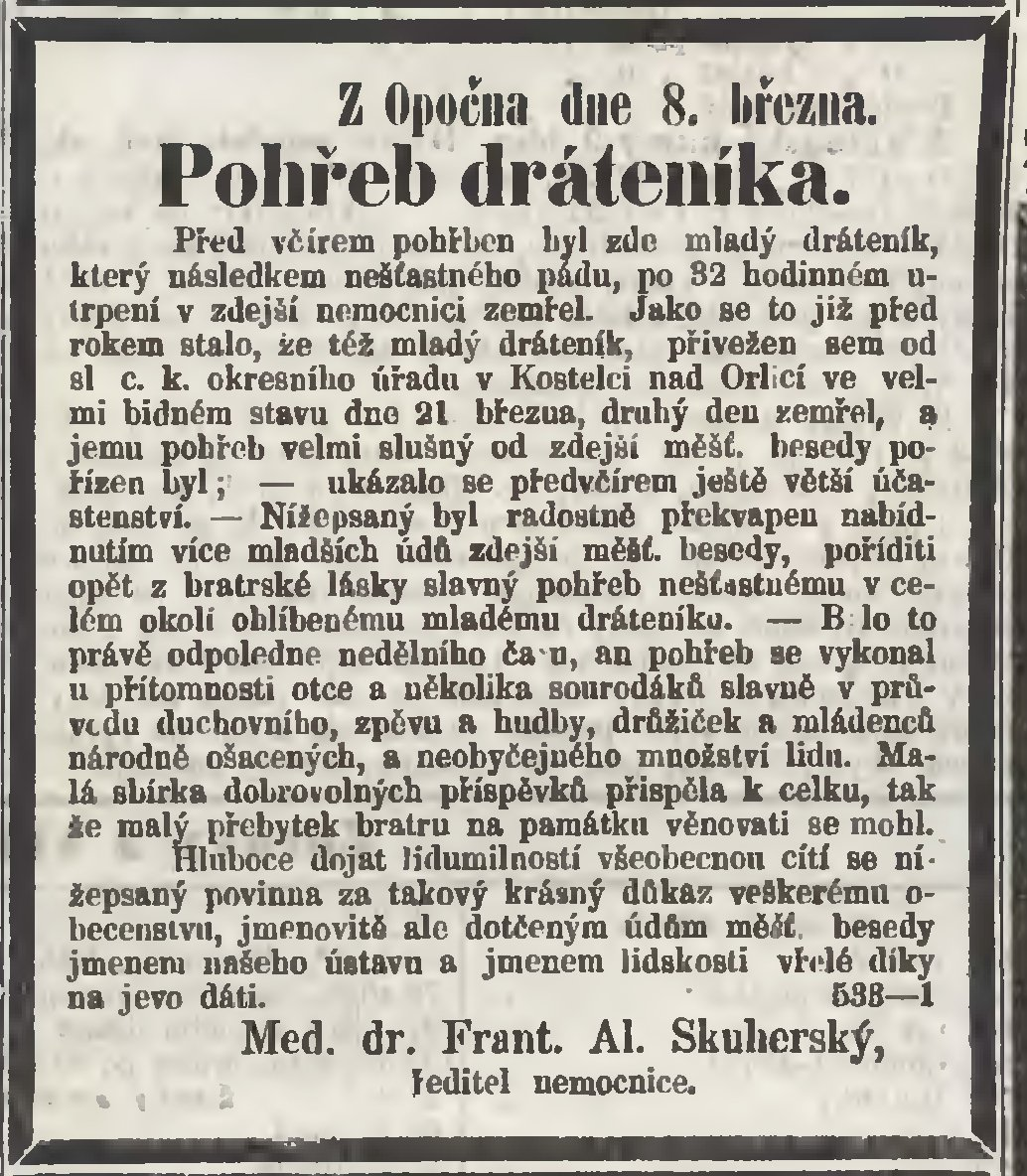
Ukázka humanismu F. A. Skuherského — v inzerátu z r. 1864 v pražských Národních listech děkuje spoluobčanům za štědrost a obětavost při organizaci pohřbu dráteníka

František Alois Skuherský (12. března 1794 Opočno — 12. srpna 1864 Opočno) byl český lékař, mecenáš a organizátor kultury v Opočně. Od roku 1834 shromažďoval finance a podnikal kroky pro založení městské nemocnice. Roku 1838 otevřel první oddělení pro pět pacientů v pronajatých prostorách, v roce 1864 byla krátce před jeho smrtí dokončena budova nové Rudolfovy nemocnice. Organizoval vlastenecké spolky — založil Besedu opočenskou a ochotnické divadlo, zřídil Rudolfovu nadaci ke zvelebení chrámové hudby. Byl oceňován pro obětavost a humanismus.

## Život

### Vzdělání a lékařské povolání
Narodil se 12. března 1794 v Opočně v dnešní Zámecké ul. 65 v rodině koželuha. Základní školu navštěvoval v rodném městě. Následně studoval na gymnáziu v Rychnově nad Kněžnou. Na další vzdělání ale neměli rodiče peníze. Na pražskou lékařskou fakultu přišel s pouhými dvěma zlatými, vypůjčenými od otce. Podařilo se mu ale získat podporu od Heinšmídberské nadace a Rudolfa Colloredo-Mannsfelda. Přivydělával si i jako vychovatel u dr. Weitenwebra na Hradčanech. Během studií navštěvoval rovněž s velkým zájmem přednášky filosofa Bernarda Bolzana. Roku 1821 získal doktorský titul.
Po promoci pracoval nejprve dva roky jako sekundář ve všeobecné nemocnici, pak krátce u Colloredo-Mannsfelda ve Vídni. Roku 1823 se vrátil do Opočna jako knížecí lékař.
Na jeho další působení měla velký vliv epidemie cholery z roku 1832. Poté, co viděl, jak velké utrpení tato nemoc způsobuje, rozhodl se zajistit pro své město nemocnici. Roku 1834 podal žádost o povolení k jejímu založení a k organizaci peněžní sbírky. Sám věnoval jako první, další příspěvky získával po malých částkách od obyvatel okolních vesnic, tisícem zlatých mu přispěl i kníže Rudolf. 17. dubna 1838 otevřel první oddělení v pronajatých místnostech, kde mohl ošetřovat pět pacientů.
Další Skuherského úsilí se zaměřilo na to, aby nemocnice získala vlastní budovu. Pokračoval ve shromažďování prostředků. Sám věnoval většinu honorářů získaných za léčení zámožnějších občanů. Ve prospěch stavby pořádal divadelní představení a koncerty. V roce 1860 dosáhl nashromážděný kapitál 17 tisíc zlatých. Následujícího roku byl předložen stavební plán a žádost o povolení. Budova nové Rudolfovy nemocnice byla dokončena roku 1864. V té době byl již Skuherský velmi slabý, unavený a nemocný. Aby se mohl podívat na výsledky své mnohaleté práce, musel přijet povozem, protože chůze už nebyl schopen. Krátce na to, 12. srpna 1864, zemřel. Pochován byl na hřbitově u kostela Panny Marie v Opočně.

### Vlastenecké aktivity
Byl rovněž aktivní jako organizátor národního a kulturního života v Opočně. Založil Besedu opočenskou a roku 1836 i ochotnické divadlo. Založil rovněž Rudolfovu nadaci pro zvelebení chrámové hudby, nazvanou podle korunního prince Rudolfa, narozeného krátce předtím.

### Ocenění
Skuherský byl v opočenském regionu všeobecně ctěn a uznáván. Jeho zásluhy byly oceněny i posmrtně, 21. září 1884, na velké slavnosti k 50. výročí založení nemocnice. Za účasti vnuka Lad. Burketa, ředitele hospodářské školy, a řady místních občanů byla na budově odhalena pamětní deska. Reportér poznamenal, že Skuherský „[b]yl duší všeho, a jím Opočno ztratilo vše. Když již nebylo ho více, pak teprve poznána cena jeho obětí, pak teprve jménu jeho žehnáno.“

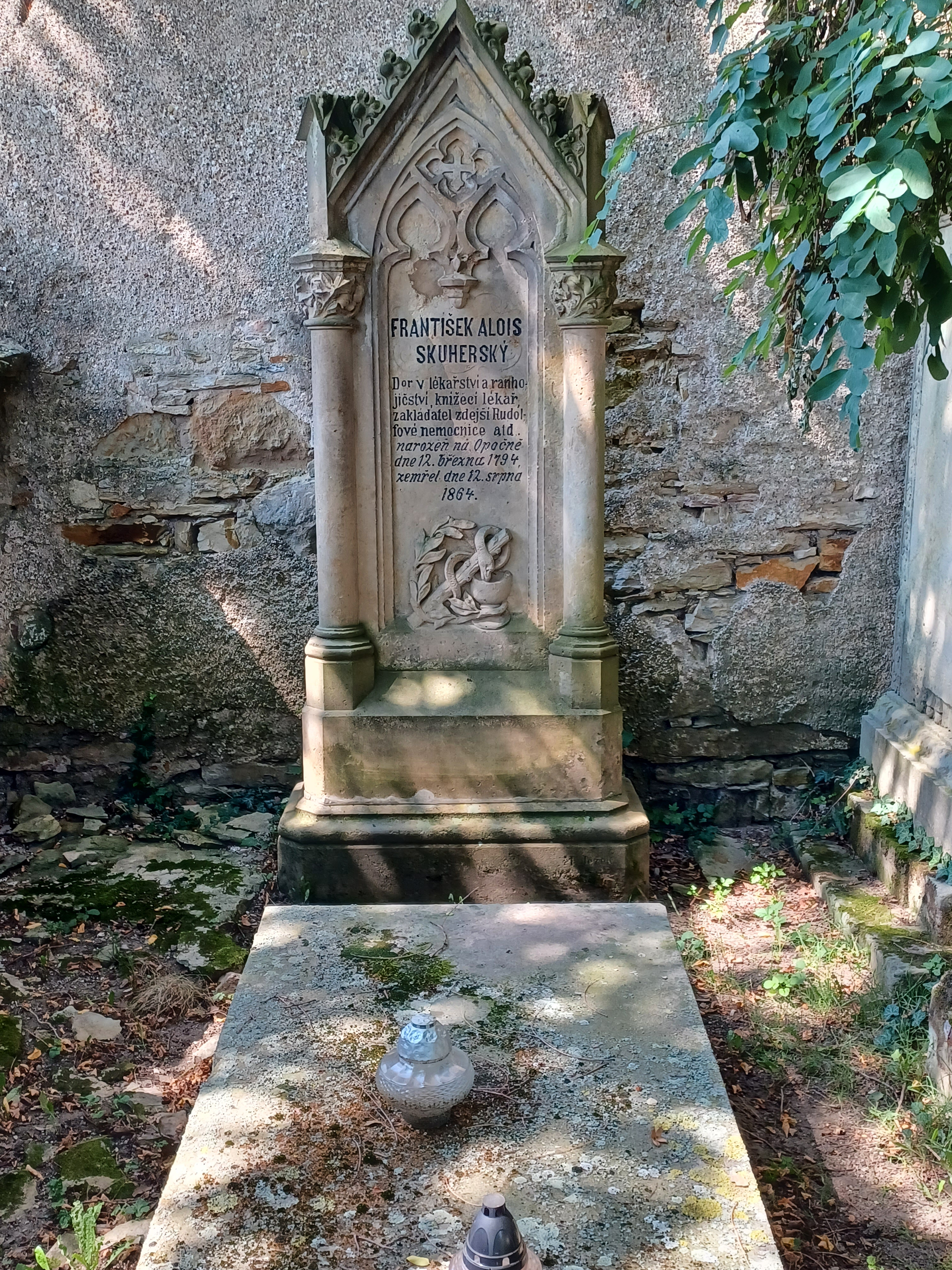
Náhrobek F. A. Skuherského na hřbitově u kostela Panny Marie v Opočně

## Příbuzenstvo
Oženil se s Karolinou Svobodovou, měl osm dětí.
- Syn Rudolf Skuherský (1828–1863)[6] byl matematik, profesor deskriptivní geometrie na pražské technice.[7]
- Syn František Zdeněk Skuherský (1830–1892) se proslavil jako hudební skladatel, ředitel ústavu pro chrámovou hudbu v Praze.[4]